# Иосиф (Николаевский)
Епископ Иосиф (в миру Иван Васильевич Николаевский; 1862, Новгородская губерния — 14 декабря 1930, Валдай) — епископ Русской православной церкви, епископ Валдайский, викарий Новгородской епархии, настоятель Иверского Валдайского монастыря.

## Биография
В 1880 году окончил духовное училище. В 1886 году окончил Новгородскую духовную семинарию.
30 июня 1886 года поступил послушником в Новгородский Юрьев монастырь. На страницах «Новгородских епархиальных ведомостей» (1887, № 8. С. 145) есть сообщение: «Проживающего на испытании в Новгородском Юрьеве монастыре окончившего курс учения в Новгородской духовной семинарии Ивана Николаевского разрешено постричь в монашество, 30 Марта». 1 мая того же года был пострижен в монашество с именем Иосиф.
20 сентября 1887 года монах Иосиф был рукоположён во иеродиакона. 23 апреля 1889 года он стал иеромонахом.
29 апреля 1892 года назначен казначеем Юрьева монастыря. Назначенный в Новгород при восстановлении самостоятельности Новгородской епархии (1892) архиепископ Феогност (Лебедев) взял иеромонаха Иосифа в архиерейский дом на должность эконома.
6 мая 1900 года он был награждён саном архимандрита, возведён в сан 21 мая.
В 1906 году назначен настоятелем Валдайского Иверского монастыря.
После революции, умело используя советские законы, о. Иосиф находит возможность сохранить в новых условиях и монашеское братство, и художественные сокровища обители. В 1919 году зарегистрирован устав Иверской трудовой артели. Почти одновременно в монастыре создаётся «Никоновский музей». Музейный статус сохранил монастырь от разграбления в ходе кампании по изъятию церковных ценностей в 1922 году.
В 1918 году в Иверский монастырь приехали представители советской власти для изъятия хлеба. Монахи ударили в набат. В защиту монастыря выступили жители г. Валдай. На озере завязалась перестрелка, хлеб был отобран. Архимандрит Иосиф, которому прострелили правую руку, был взят заложником, но вскоре освобождён.
В 1920 году хиротонисан во епископа Валдайского, викария Новгородской епархии.
Признал созданное в мае 1922 года обновленческое Высшее церковное управление (ВЦУ), но вскоре вышел из подчинения обновленцам, 24 декабря того же года собрание клириков и мирян Валдайского уезда отвергло ВЦУ и заявило о полной поддержке епископа Иосифа. Деятельность епископа Иосифа способствовала тому, что его викариатство было в очень небольшой степени затронуто обновленчеством.
В дни больших церковных праздников епископ Иосиф служил в Троицком соборе г. Валдая и в Короцкой женской обители.
В 1927 году монастырь был закрыт. Известно, что в 1928 году он находился в Рыбинске.
В марте 1930 года изгнан из обители.
Последнюю литургию он совершил на Введение 1930 года.
Скончался 14 декабря 1930 года. Похоронен на валдайском кладбище.